# William Holland
William Joseph Holland, detto Bill (Boston, 8 marzo 1874 – Malden, 20 novembre 1930), è stato un velocista statunitense.

## Biografia
All'età di 26 anni Holland, che era studente di medicina presso l'Università di Georgetown, si aggiudicò la medaglia d'argento nei 400 metri piani alle Olimpiadi di Parigi del 1900 con un tempo di 49"6, battuto per due centesimi di secondo dal connazionale Maxie Long.
Durante la stessa Olimpiade si classificò quarto nei 200 m, mentre non riuscì ad approdare alla finale dei 60 m, arrivando terzo nella sua batteria di qualificazione.

## Palmarès
| Anno | Manifestazione  | Sede   | Evento    | Risultato | Prestazione | Note |
| ---- | --------------- | ------ | --------- | --------- | ----------- | ---- |
| 1900 | Giochi olimpici | Parigi | 60 metri  | Batteria  | n/d         |      |
| 1900 | Giochi olimpici | Parigi | 200 metri | 4º        | 22"9        |      |
| 1900 | Giochi olimpici | Parigi | 400 metri | Argento   | 49"6        |      |